# Belaja Natapa
Belaja Natapa (vitryska: Белая Натапа) är ett vattendrag i Belarus.   Det ligger i voblasten Mahiljoŭs voblast, i den östra delen av landet, 270 kilometer öster om huvudstaden Minsk.
Trakten runt Belaja Natapa består till största delen av jordbruksmark. Runt Belaja Natapa är det ganska glesbefolkat, med 42 invånare per kvadratkilometer.